# Hyperbel (retorik)
En Hyperbel (fra græsk: ὑπερβολή, hyperbolē, "overdrivelse") er et sprogligt virkemiddel, hvis funktion er at overdrive sandheden på en figurativ måde for at få det til at virke endnu større/værre end hvad det egentlig er, hvilket afhænger af ens budskab.
Eksempler:
- Nerver af stål!
- Øjne så store som tekopper!
- Jeg er helt udsultet!
- Jeg er dødsenstræt!
- Sækken vejer et ton!